# Luca Foubert
Luca Foubert (25 april 2004) is een Belgisch voetballer die sinds 2024 uitkomt voor MVV Maastricht.

## Carrière
Foubert genoot zijn jeugdopleiding bij KV Kortrijk. In het seizoen 2022/23 haalde hij een paar keer de wedstrijdselectie van het eerste elftal, zowel onder Adnan Čustović als onder diens opvolger Bernd Storck. Tot een officieel debuut voor het eerste elftal van de club kwam het evenwel nooit.
In juli 2023 ondertekende hij een contract van een jaar bij de Belgische tweedeklasser Lierse Kempenzonen. Op 3 september 2023 maakte hij zijn officiële debuut in het eerste elftal van de club: op de vierde competitiespeeldag liet trainer Jo Christiaens hem in de 1-2-nederlaag tegen Lommel SK in de 86e minuut invallen. Verder dan korte invalbeurten tegen SK Beveren en KV Oostende kwam hij in zijn debuutseizoen niet meer bij Lierse. Het debuutseizoen van Foubert op het Lisp was dan ook meteen zijn laatste.
In juni 2024 tekende Foubert bij de Nederlandse tweedeklasser MVV Maastricht. Op de openingsspeeldag van de Keuken Kampioen Divisie liet trainer Edwin Hermans hem tegen SC Cambuur (0-1-nederlaag) in de 78e minuut invallen. Op de vierde competitiespeeldag mocht hij tegen Jong PSV een paar minuten voor het einde van de reguliere speeltijd invallen, wat voor de twintiger voldoende was om de 3-2-eindstand vast te leggen. Het leidde niet meteen tot meer speelminuten: in zijn debuutseizoen bij MVV kwam Foubert niet verder dan acht invalbeurten. Op 28 maart 2025 scoorde hij zijn tweede competitiedoelpunt van het seizoen, maar in tegenstelling tot zijn goal tegen Jong PSV leverde de goal van Foubert tegen FC Emmen geen punten op.

## Clubstatistieken
| Seizoen         | Club               | Land               | Competitie      | Competitie | Competitie | Beker | Beker | Supercup | Supercup | Europees | Europees | Totaal | Totaal |
| Seizoen         | Club               | Land               | Competitie      | Wed.       | Dlp.       | Wed.  | Dlp.  | Wed.     | Dlp.     | Wed.     | Dlp.     | Wed.   | Dlp.   |
| --------------- | ------------------ | ------------------ | --------------- | ---------- | ---------- | ----- | ----- | -------- | -------- | -------- | -------- | ------ | ------ |
| 2023/24         | Lierse Kempenzonen | Vlag van België    | Eerste klasse B | 3          | 0          | 0     | 0     | —        | —        | —        | —        | 3      | 0      |
| 2024/25         | MVV Maastricht     | Vlag van Nederland | Eerste divisie  | 8          | 2          | 0     | 0     | —        | —        | —        | —        | 8      | 2      |
| Carrière totaal | Carrière totaal    | Carrière totaal    | Carrière totaal | 11         | 2          | 0     | 0     | 0        | 0        | 0        | 0        | 11     | 2      |

Bijgewerkt op 13 augustus 2025.